# 逍遥郡
逍遥郡，中国南北朝时设置的郡。
南朝陈置逍遥郡，治所在豪静县（今广西壮族自治区昭平县城南百余里古袍镇）。和武城郡同治一城。辖境即相当今广西壮族自治区昭平县南一带。属静州。隋朝开皇九年（589年）废。